# Stavudine
Stavudine (d4T), được bán dưới tên thương mại Zerit cùng một số những tên khác, là một loại thuốc kháng virus được sử dụng để ngăn ngừa và điều trị HIV/AIDS. Chúng thường được khuyến cáo sử dụng kết hợp với các loại thuốc kháng retrovirus khác. Thuốc này có thể được sử dụng để phòng ngừa sau khi bị vật nhọn đâm vào da hoặc cho các dạng phơi nhiễm tiềm năng khác. Stavudine, tuy nhiên, lại không phải là tuyến điều trị số một. Thuốc này được đưa vào cơ thể qua đường miệng.
Các tác dụng phụ thường gặp có thể kể đến như nhức đầu, tiêu chảy, nôn mửa, phát ban và các vấn đề liên quan đến hệ thần kinh ngoại vi. Tác dụng phụ nghiêm trọng có thể có như tăng lượng lactic trong máu, viêm tụy và phình gan. Thuốc thường không được khuyến cáo sử dụng trong thai kỳ. Stavudine thuộc nhóm thuốc ức chế enzyme sao chép ngược tương tự nucleoside (NRTI).
Stavudine lần đầu tiên được mô tả vào năm 1966 và được chấp thuận sử dụng tại Hoa Kỳ vào năm 1994. Chúng có sẵn dưới dạng thuốc gốc. Chi phí bán buôn ở các nước đang phát triển là từ 1,86 đến 5,40 USD mỗi tháng. Dù nằm trong danh sách các thuốc thiết yếu của Tổ chức Y tế Thế giới, tổ chức này cũng khuyến cáo rằng việc sử dụng nó sẽ được cắt giảm do các tác dụng phụ là khá lớn.